# Jimmy Carr
James Anthony Patrick Carr, detto Jimmy (Londra, 15 settembre 1972), è un comico, attore, conduttore televisivo e radiofonico britannico naturalizzato irlandese, celebre per la sua appartenenza al filone britannico del "Black humor". Carr muove i primi passi della sua carriera artistica divenendo un comico di "stand up" a partire dal 2000. Importante è la sua collaborazione con la rete televisiva Channel 4 in cui presenterà alcuni fortunati spettacoli tv, il più famoso tra tutti 8 out of 10 cats (in italiano 8 gatti su 10).

## Biografia
Nato a Isleworth, West London da genitori irlandesi originari di Limerick, Carr si è laureato al Gonville and Caius College, Cambridge, in scienze politiche.
Verso la fine degli anni novanta è stato un dipendente della società Shell, posto di lavoro che ha poi lasciato per dedicarsi al lavoro di comico a tempo pieno. Lavorando con il padre, Carr ha prodotto in quel periodo il suo primo pilota televisivo, The Colour of Funny.
Carr è stato presentatore per Channel 4, conducendo gli shows Distraction e Your Face or Mine?. Ha anche presentato la serie di programmi "100": 100 Worst Pop Records, 100 Worst Britons, 100 Greatest Cartoon Characters, 100 People Who Look Most Like Jimmy Carr e 100 Scary Moments.
Dal 2004 al 2006, Carr ha presentato negli Stati Uniti d'America la versione USA di Distraction per Comedy Central per cui è stato candidato per il premio Rose d'Or 2006 per miglior presentatore di giochi televisivi. 
Carr ha presentato The Big Fat Quiz of the Year mentre ora è il conduttore di 8 out of 10 Cats.
Nell'aprile 2010, Carr ha presentato la prima versione britannica della alternative election night in cui ha seguito in diretta i risultati elettorali per l'elezione del governo della Gran Bretagna.
Dal 20 gennaio 2011 è co-presentatore di 10 O'Clock Live con David Mitchell, Lauren Laverne e Charlie Brooker.
Carr è anche un autore di pezzi, avendo scritto materiale per i comici Ricky Gervais, Lily Savage e Frank Skinner. Nella sua carriera televisiva Carr è apparso come ospite ad una moltitudine di spettacoli televisivi, tra cui Never Mind The Buzzcocks, QI, Graham Norton Show e Top Gear.
Dal 2004 ad oggi è spesso ospite o co-conduttore di programmi radiofonici su BBC Radio 1, BBC Radio 2, BBC Radio 4 e BBC Radio Scotland.

## Stand-up comedy
Carr si esibisce in spettacoli stand-up continuamente separando i suoi tour con solo 5 settimane di interruzione tra uno e l'altro. Nel 2003 ha riscontrato un notevole successo al festival di Edimburgo meritandosi una piacevole accoglienza da parte della critica. Da più di 10 anni si esibisce in numerose città inglesi e scozzesi oltre alle principali città di lingua anglosassone.

## Il personaggio
Il personaggio interpretato da Jimmy Carr durante i suoi spettacoli è, per ragion dovuta, un uomo cinico, sciovinista, apolitico, antireligioso con tendenze alla pedofilia. La sua è un'interpretazione di un ruolo molto diffuso tra i comici della black comedy, perché questo tipo di umorismo si basa su situazioni assurde e paradossali atte a scioccare il pubblico e gli argomenti trattati variano dai più comuni, come le vicissitudini del rapporto di coppia, ai più controversi come il terrorismo e l'olocausto.
Jimmy Carr si definisce posh (snob) e si presenta al pubblico sempre ben vestito e parlando con ottimo accento un inglese forbito; questo suo modo di presentarsi rende più di effetto, per una situazione di contrasto, le battute più oscene in cui non esita ad usare una mimica volgare.
Il punto di forza di ogni suo spettacolo è il botta e risposta con il pubblico, in cui Carr si diverte a improvvisare battute con o contro gli spettatori; proprio per questa ragione negli stessi box office gli addetti consigliano a chi vuole comprare un biglietto per un suo spettacolo di evitare le prime file per sfuggire agli eventuali commenti del comico.

## Riconoscimenti
- LAFTA Awards 2008: Best Stand Up
- LAFTA Awards 2007: Funniest Man
- British Comedy Awards 2006 – Best Live Stand Up
- Rose D'Or Nomination 2006: Best Game Show, 'Distraction'
- LAFTA Awards 2005: Funniest Man
- Rose D'Or Nomination 2004: Best Presenter, 'Distraction'
- Loaded Lafta Award 2004 – Best Stand Up
- Royal Television Society Award Winner: Best On-Screen Newcomer 2003
- Perrier Award Nominee: 2002
- Time Out Award Winner: Best Stand Up 2002

## Filmografia
- Alien Autopsy, regia di Jonny Campbell (2006)
- Confetti, regia di Debbie Isitt (2006)
- Alex Rider: Stormbreaker (Stormbreaker), regia di Geoffrey Sax (2006)
- I Want Candy (film)I Want Candy, regia di Stephen Surjik (2007)
- Telstar: The Joe Meek Story, regia di Nick Moran (2009)